# Unrealesed Songs
Unrealesed Songs – krążący po Internecie zbiór dem polskiej artystki Pati Yang. Nie wiadomo dokładnie, kiedy został wydany, ale datuje się go na okres pomiędzy albumami Jaszczurka i Silent Treatment. Dwa utwory - "Black Point" i "Inch Close" znalazły się na ścieżce dźwiękowej do filmu Egoiści.

## Lista utworów
1. "Inwokacja" – 0:48
2. "The War Is Coming" – 5:03
3. "Dancing in the Rain" – 6:11
4. "Nowa nowa" – 6:45
5. "Play It Again" – 4:49
6. "Choose" – 4:53
7. "Też nowa" – 5:38
8. "Odkąd jesteś tu" – 4:50
9. "Black Point" – 5:37
10. "A tej nikt nie zna" – 4:47
11. "Inch Close" – 6:17
12. "Ładna nowa" – 10:03